# Liga Femenina 2 de baloncesto 2024-25
La Liga Femenina 2 2024-25, fue la 24.ª temporada de la tercera máxima competición de clubs femeninos de baloncesto en España organizada por la Federación Española de Baloncesto.

## Formato
En esta temporada participaron 28 equipos divididos en dos grupos (A y B).
La competición se dividió en dos partes, liga regular y fase final:
En la liga regular los equipos de cada grupo jugaron todos contra todos en partidos de ida/vuelta en 26 jornadas.
En la fase final, los cuatro primeros de cada grupo tras finalizar la liga regular, se dividieron en dos grupos de cuatro equipos, dos del grupo A y 2 del grupo B según el orden de clasificación. La fase final se disputó en sede única, con liga regular a una sola vuelta, todos contra todos, dentro de cada grupo. En las semifinales jugaron el 1.º de cada grupo contra el 2.º del otro, los dos vencedores ascendieron a la Liga Femenina Challenge.
Los tres últimos de cada grupo en la liga regular descendieron a cada correspondiente grupo de la 1.ª División Femenina.

## Clubs Participantes
Un total de 28 equipos compitieron en la liga, 21 equipos de la temporada 23-24, 5 equipos ascendidos de 1.ª División Femenina y 2 equipos descendidos de la Liga Femenina Challenge 2023-24:
| Grupo | Equipo                                             | Ciudad                     | Pabellón                                |
| ----- | -------------------------------------------------- | -------------------------- | --------------------------------------- |
| A     | Picken Claret                                      | Valencia                   | Pabellón Municipal Benimaclet           |
| A     | Hierros Díaz Extremadura Miralvalle                | Plasencia                  | Pabellón Ciudad Deportiva de Plasencia  |
| A     | Segle XXI                                          | Esplugas de Llobregat      | Direcció General de L'Esport            |
| A     | Unilever Viladecans Dishelec65                     | Viladecans                 | Pavelló Atrium Viladecans               |
| A     | Esco Grupo Femenino Alcorcón                       | Alcorcón                   | Pabellón Pista Central-La Canaleja      |
| A     | Doc Gardenstore Baloncesto Sevilla Femenino        | Sevilla                    | Palacio Municipal de Deportes San Pablo |
| A     | Robles Lleida                                      | Lérida                     | Pavelló Barris Nord                     |
| A     | Náutico Tenerife ULL                               | Santa Cruz de Tenerife     | Pabellón RC Náutico Tenerife            |
| A     | Magec Tías Lanzarote Contra la Violencia de Género | Tías                       | Pabellón Municipal de Tías              |
| A     | Basket Almeda                                      | Cornellá de Llobregat      | Pavelló Almeda                          |
| A     | CB Terralfàs Delfín Natura Sr F Groc               | L'Alfàs del Pi             | Pabellón Municipal Pau Gasol            |
| A     | DPES CB Ciudad de Móstoles                         | Móstoles                   | Pabellón Los Rosales                    |
| A     | Vega Lagunera Toyota Adareva Tenerife B            | San Cristóbal de la Laguna | Pabellón Islas Canarias                 |
| A     | Granada Mas Baloncesto                             | Granada                    | Pabellón Fuentenueva (UGR)              |
| B     | Talenom Boet Mataró                                | Mataró                     | Poliesportiu Municipal Eusebi Millán    |
| B     | Mipelletymas BF León                               | León                       | Palacio Municipal de Deportes de León   |
| B     | Bosonit Unibasket                                  | Logroño                    | Polideportivo Lobete                    |
| B     | Maristas Coruña                                    | La Coruña                  | Polideportivo Colexio Maristas          |
| B     | Mariscos Antón Cortegada                           | Villagarcía de Arosa       | Pabellón Municipal Fontecarmoa 2        |
| B     | Romakuruma UE Mataró                               | Mataró                     | Pavelló d'Esports Josep Mora            |
| B     | GEiEG Pacisa                                       | Gerona                     | Pavelló LLuís Bachs                     |
| B     | Aranguren Mutilbasket                              | Pamplona                   | Polideportivo UPNA                      |
| B     | CEEB Tordera-CB Blanes                             | Blanes                     | Ciutat Esportiva de Blanes              |
| B     | Ponce Valladolid                                   | Valladolid                 | Pabellón Pilar Fernández Valderrama     |
| B     | Ibaizabal                                          | Galdacano                  | Polideportivo Urreta                    |
| B     | Aceites Abril ADBA Sanfer Art-Chivo                | Avilés                     | Complejo Deportivo Avilés               |
| B     | Port Management Andratx                            | Andrach                    | Palau Municipal d'Esports               |
| B     | Mondragon Unibersitatea                            | Mondragón                  | Iturripe Kiroldegia                     |

(  Ascensos/Descensos de la temporada anterior 2023-24)

## Liga regular

### Grupo A
| | Equipo                                             | Puntos | J  | G  | P  | PF   | PC   | DP   |
| --- | -------------------------------------------------- | ------ | -- | -- | -- | ---- | ---- | ---- |
| 1 | Segle XXI                                          | 49     | 26 | 23 | 3  | 1769 | 1354 | 415  |
| 2 | Doc Gardenstore Baloncesto Sevilla Femenino        | 46     | 26 | 20 | 6  | 1863 | 1539 | 324  |
| 3 | Esco Grupo Femenino Alcorcón                       | 45     | 26 | 19 | 7  | 1826 | 1530 | 296  |
| 4 | Hierros Díaz Extremadura Miralvalle                | 44     | 26 | 18 | 8  | 1723 | 1453 | 270  |
| 5 | Picken Claret                                      | 44     | 26 | 18 | 8  | 1819 | 1597 | 222  |
| 6 | DPES CB Ciudad de Móstoles                         | 39     | 26 | 13 | 13 | 1537 | 1554 | -17  |
| 7 | Robles Lleida                                      | 38     | 26 | 12 | 14 | 1607 | 1603 | 4    |
| 8 | Magec Tías Lanzarote contra la Violencia de Género | 38     | 26 | 12 | 14 | 1600 | 1614 | -14  |
| 9 | Náutico Tenerife ULL                               | 38     | 26 | 12 | 14 | 1477 | 1508 | -31  |
| 10 | Unilever Viladecans Dishelec65                     | 37     | 26 | 11 | 15 | 1488 | 1630 | -142 |
| 11 | Basket Almeda                                      | 36     | 26 | 10 | 16 | 1464 | 1589 | -125 |
| 12 | GMASB                                              | 33     | 26 | 7  | 19 | 1479 | 1662 | -183 |
| 13 | CB Terralfàs Delfín Natura Sr F Groc               | 31     | 26 | 5  | 21 | 1489 | 1772 | -283 |
| 14 | Vega Lagunera Toyota Adareva Tenerife B            | 28     | 26 | 2  | 24 | 1264 | 2000 | -736 |
| Fuente: Federación Española de Baloncesto: Clasificación de la Liga Femenina 2 - Grupo A; actualización automática |                                                    |        |    |    |    |      |      |      |

#### Resultados
| Local \ Visitante                                  | ALM   | TER   | SEV   | MOS   | ALC   | GRA   | MIR   | TIA   | TEN   | PIC   | LLE   | SEG   | VIL   | ADA    |
| -------------------------------------------------- | ----- | ----- | ----- | ----- | ----- | ----- | ----- | ----- | ----- | ----- | ----- | ----- | ----- | ------ |
| Basket Almeda                                      | —     | 58–62 | 67–65 | 59–68 | 62–72 | 46–56 | 56–66 | 67–63 | 68–71 | 60–58 | 38–64 | 56–58 | 53–45 | 78–44  |
| CB Terralfàs Delfín Natura Sr F Groc               | 66–47 | —     | 51–72 | 63–60 | 41–56 | 63–73 | 56–86 | 69–73 | 41–59 | 56–69 | 50–59 | 41–78 | 64–59 | 91–64  |
| Doc Gardenstore Baloncesto Sevilla Femenino        | 86–45 | 77–66 | —     | 66–59 | 84–49 | 70–54 | 62–61 | 64–70 | 76–63 | 65–61 | 79–77 | 54–60 | 80–56 | 87–41  |
| DPES CB Ciudad de Móstoles                         | 52–35 | 62–58 | 46–78 | —     | 46–60 | 77–56 | 54–36 | 79–53 | 48–79 | 55–64 | 42–58 | 40–73 | 71–48 | 78–38  |
| Esco Grupo Femenino Alcorcón                       | 61–48 | 91–56 | 90–64 | 76–63 | —     | 85–58 | 81–64 | 57–63 | 55–49 | 64–72 | 68–64 | 69–52 | 76–48 | 108–40 |
| GMASB                                              | 59–71 | 81–64 | 47–73 | 56–62 | 57–80 | —     | 42–57 | 60–59 | 63–49 | 71–72 | 49–43 | 51–70 | 54–67 | 76–48  |
| Hierros Díaz Extremadura Miralvalle                | 51–56 | 66–53 | 75–51 | 83–62 | 71–63 | 73–67 | —     | 61–57 | 71–59 | 68–51 | 64–69 | 55–56 | 74–42 | 82–55  |
| Magec Tías Lanzarote contra la Violencia de Género | 72–65 | 64–52 | 57–67 | 70–64 | 67–69 | 62–46 | 59–61 | —     | 55–53 | 78–79 | 66–64 | 53–66 | 48–53 | 73–54  |
| Naútico Tenerife ULL                               | 53–45 | 50–47 | 47–53 | 57–60 | 55–66 | 54–47 | 38–70 | 52–48 | —     | 45–68 | 59–50 | 68–62 | 60–44 | 61–42  |
| Picken Claret                                      | 64–69 | 63–45 | 74–80 | 72–50 | 76–65 | 69–66 | 62–58 | 60–62 | 74–56 | —     | 76–62 | 50–65 | 84–58 | 88–48  |
| Robles Lleida                                      | 60–61 | 62–61 | 65–70 | 61–77 | 58–55 | 55–47 | 56–82 | 63–60 | 70–55 | 74–93 | —     | 39–54 | 63–57 | 79–53  |
| Segle XXI                                          | 78–50 | 85–42 | 72–66 | 61–50 | 62–50 | 58–50 | 63–67 | 70–38 | 61–59 | 74–68 | 72–45 | —     | 78–54 | 92–40  |
| Unilever Viladecans Dishelec65                     | 46–43 | 75–62 | 55–78 | 51–60 | 67–71 | 67–55 | 48–44 | 76–60 | 69–54 | 52–67 | 63–59 | 58–69 | —     | 76–63  |
| Vega Lagunera Toyota Adareva Tenerife B            | 49–61 | 83–69 | 31–96 | 43–52 | 43–89 | 68–38 | 35–77 | 43–70 | 55–72 | 51–85 | 52–88 | 41–80 | 40–54 | —      |

### Grupo B
| | Equipo                              | Puntos | J  | G  | P  | PF   | PC   | DP   |
| --- | ----------------------------------- | ------ | -- | -- | -- | ---- | ---- | ---- |
| 1 | Bosonit Unibasket                   | 49     | 26 | 23 | 3  | 1703 | 1415 | 288  |
| 2 | Maristas Coruña                     | 45     | 26 | 19 | 7  | 1757 | 1634 | 123  |
| 3 | Romakuruma UE Mataró                | 43     | 26 | 17 | 9  | 1628 | 1470 | 158  |
| 4 | Mariscos Antón Cortegada            | 43     | 26 | 17 | 9  | 1661 | 1556 | 105  |
| 5 | Mipelletymas BF León                | 43     | 26 | 17 | 9  | 1706 | 1634 | 72   |
| 6 | GEiEG Pacisa                        | 41     | 26 | 15 | 11 | 1629 | 1532 | 97   |
| 7 | Port Management Andratx             | 38     | 26 | 12 | 14 | 1537 | 1591 | -54  |
| 8 | Ibaizabal                           | 38     | 26 | 12 | 14 | 1577 | 1609 | -32  |
| 9 | Mondragon Unibersitatea             | 37     | 26 | 11 | 15 | 1706 | 1651 | 55   |
| 10 | Talenom Boet Mataró                 | 37     | 26 | 11 | 15 | 1549 | 1607 | -58  |
| 11 | Aranguren Mutilbasket               | 36     | 26 | 10 | 16 | 1506 | 1592 | -86  |
| 12 | Aceites Abril ADBA Sanfer Art-Chivo | 36     | 26 | 10 | 16 | 1411 | 1437 | -26  |
| 13 | Ponce Valladolid                    | 31     | 26 | 5  | 21 | 1475 | 1821 | -346 |
| 14 | CEEB Tordera-CB Blanes              | 29     | 26 | 3  | 23 | 1417 | 1713 | -296 |
| Fuente: Federación Española de Baloncesto: Clasificación de la Liga Femenina 2 - Grupo B; actualización automática |                                     |        |    |    |    |      |      |      |

#### Resultados
| Local \ Visitante                   | ADB   | ARA   | BOS   | BLA   | GEI   | IBA   | ANT   | COR   | LEO   | MON   | VAL   | AND   | UEM   | MAT   |
| ----------------------------------- | ----- | ----- | ----- | ----- | ----- | ----- | ----- | ----- | ----- | ----- | ----- | ----- | ----- | ----- |
| Aceites Abril ADBA Sanfer Art-Chivo | —     | 45–55 | 35–58 | 76–41 | 61–44 | 51–60 | 39–48 | 51–54 | 46–55 | 58–52 | 66–36 | 59–61 | 38–49 | 50–57 |
| Aranguren Mutilbasket               | 47–44 | —     | 45–57 | 67–51 | 46–58 | 60–55 | 54–47 | 65–74 | 54–61 | 58–74 | 71–35 | 45–52 | 53–60 | 56–54 |
| Bosonit Unibasket                   | 67–52 | 61–37 | —     | 80–51 | 58–48 | 62–50 | 69–65 | 76–71 | 78–65 | 65–50 | 55–48 | 85–65 | 64–40 | 66–63 |
| CEEB Tordera-CB Blanes              | 49–66 | 59–77 | 51–72 | —     | 63–76 | 50–53 | 64–69 | 60–64 | 50–81 | 63–46 | 68–47 | 60–63 | 41–63 | 33–50 |
| GEiEG Pacisa                        | 65–57 | 76–73 | 48–59 | 72–53 | —     | 63–47 | 47–70 | 64–71 | 59–55 | 71–65 | 84–47 | 47–50 | 53–61 | 55–56 |
| Ibaizabal                           | 48–60 | 69–59 | 72–69 | 56–46 | 68–65 | —     | 69–63 | 42–49 | 69–71 | 52–64 | 80–48 | 66–59 | 62–68 | 62–66 |
| Mariscos Antón Cortegada            | 55–46 | 77–61 | 59–75 | 65–57 | 63–72 | 66–54 | —     | 62–58 | 62–47 | 62–61 | 64–67 | 82–60 | 75–50 | 64–61 |
| Maristas Coruña                     | 77–61 | 77–62 | 49–63 | 69–66 | 61–72 | 71–52 | 69–74 | —     | 72–68 | 87–77 | 81–64 | 68–53 | 65–61 | 69–56 |
| Mipelletymas BF León                | 68–70 | 81–62 | 62–64 | 55–51 | 63–58 | 62–66 | 70–60 | 62–55 | —     | 78–67 | 86–69 | 65–52 | 50–78 | 70–61 |
| Mondragon Unibersitatea             | 51–54 | 80–55 | 50–54 | 81–63 | 67–60 | 77–68 | 65–66 | 70–78 | 68–76 | —     | 67–54 | 66–59 | 51–69 | 78–49 |
| Ponce Valladolid                    | 52–56 | 68–59 | 60–67 | 69–61 | 64–69 | 64–78 | 65–73 | 57–68 | 65–74 | 59–82 | —     | 46–64 | 63–61 | 63–70 |
| Port Management Andratx             | 66–52 | 60–52 | 53–69 | 57–61 | 52–68 | 65–56 | 61–54 | 66–78 | 58–64 | 67–53 | 56–63 | —     | 58–55 | 73–59 |
| Romakuruma UE Mataró                | 73–52 | 55–63 | 64–57 | 72–53 | 50–67 | 56–63 | 62–54 | 64–70 | 79–57 | 68–64 | 87–37 | 58–49 | —     | 54–44 |
| Talenom Boet Mataró                 | 49–63 | 62–70 | 62–53 | 67–52 | 52–68 | 75–60 | 53–62 | 66–52 | 58–60 | 58–80 | 74–65 | 60–58 | 67–71 | —     |

## Fase Final
La Fase final se celebró en Villagarcía de Arosa, Pontevedra, del 8 al 11 de mayo.  En ella compitieron los ocho mejores equipos (4 de cada grupo), divididos en dos grupos según su clasificación en la liga regular. Disputaron una liga a una vuelta, que llevó a los dos primeros a las semifinales del domingo día 11, donde los dos vencedores lograron las dos plazas de ascenso deportivo a la Liga Femenina Challenge.

### Grupo 1
| | Equipo                                      | Puntos | J | G | P | PF  | PC  | DP  |
| --- | ------------------------------------------- | ------ | - | - | - | --- | --- | --- |
| 1 | Doc Gardenstore Baloncesto Sevilla Femenino | 5      | 3 | 2 | 1 | 182 | 163 | 19  |
| 2 | Maristas Coruña                             | 5      | 3 | 2 | 1 | 169 | 182 | -13 |
| 3 | Romakuruma UE Mataró                        | 4      | 3 | 1 | 2 | 166 | 176 | -10 |
| 4 | Picken Claret                               | 4      | 3 | 1 | 2 | 195 | 191 | 4   |
| Fuente: Federación Española de Baloncesto: Clasificación de la Liga Femenina 2; actualización automática |                                             |        |   |   |   |     |     |     |

### Grupo 2
| | Equipo                              | Puntos | J | G | P | PF  | PC  | DP  |
| --- | ----------------------------------- | ------ | - | - | - | --- | --- | --- |
| 1 | Bosonit Unibasket                   | 5      | 3 | 2 | 1 | 179 | 182 | -3  |
| 2 | Hierros Díaz Extremadura Miralvalle | 5      | 3 | 2 | 1 | 199 | 175 | 24  |
| 3 | Esco Grupo Femenino Alcorcón        | 4      | 3 | 1 | 2 | 166 | 196 | -30 |
| 4 | Mariscos Antón Cortegada            | 4      | 3 | 1 | 2 | 172 | 163 | 9   |
| Fuente: Federación Española de Baloncesto: Clasificación de la Liga Femenina 2; actualización automática |                                     |        |   |   |   |     |     |     |

### Partidos para el ascenso
| Equipo 1                                    | Resultado | Equipo 2                            |
| ------------------------------------------- | --------- | ----------------------------------- |
| Doc Gardenstore Baloncesto Sevilla Femenino | 71 -62    | Hierros Díaz Extremadura Miralvalle |
| Maristas Coruña                             | 49-62     | Bosonit Unibasket                   |

## Postemporada
Ascendieron a Liga Femenina Challenge:
- Doc Gardenstore Baloncesto Sevilla Femenino (Campeonas).
- Bosonit Unibasket (Subcampeonas).

Descendieron de Liga Femenina Challenge:
- CB Arxil.
- Horbisa Spirit Greenkw Barakaldo.

Descendieron a Primera División Fem:
- Vega Lagunera Toyota Adareva Tenerife B.
- CEEB Tordera-CB Blanes.
- Ponce Valladolid.
- CB Terralfàs Delfín Natura Sr F Groc.
- (  Aceites Abril ADBA Sanfer Art-Chivo  y  Granada Mas Baloncesto también en posiciones de descenso, mantuvieron la categoría al ocupar vacantes).

Renunciaron a la Liga Femenina 2:
- Náutico Tenerife ULL.
- Aranguren Mutilbasket.

Ascendieron desde Primera División Fem: 
- Manresa CBF.
- Cesur Distrito Olímpico.
- Spar Gran Canaria B.
- CB Isla Bonita.
- TGN Bàsquet Club (ascendió tras el acuerdo para la cesión de la plaza del  Celta Femxa UVigo B).[9]
- (  Celta Femxa UVigo B y  Stadium Casablanca renunciaron al ascenso).[9][10]

Accedió a Liga Femenina 2:
- Gijón Basketball 2025 (club de nueva creación al ocupar vacantes).

## Galardones

### Jugadora de la jornada
| Jornada | Jugadora                   | Equipo                                          | Val. | Ref    |
| ------- | -------------------------- | ----------------------------------------------- | ---- | ------ |
| 1       | Patricia Vicente           | Port Management Andratx                         | 31   | [ 11 ] |
| 2       | Ana Flores                 | Hierros Díaz Extremadura Miralvalle             | 30   | [ 12 ] |
| 2       | Ángela Jiménez             | Hierros Díaz Extremadura Miralvalle (2)         | 30   | [ 12 ] |
| 3       | Marta García               | Doc Gardenstore Baloncesto Sevilla Femenino     | 27   | [ 13 ] |
| 4       | Miriam Recarte             | Aranguren Mutilbasket                           | 34   | [ 14 ] |
| 5       | Elena Salcedo              | Bosonit Unibasket                               | 38   | [ 15 ] |
| 6       | Zhania Daniel              | Maristas Coruña                                 | 39   | [ 16 ] |
| 7       | Marta García (2)           | Doc Gardenstore Baloncesto Sevilla Femenino (2) | 37   | [ 17 ] |
| 8       | Leyre Vindel               | Ibaizabal                                       | 34   | [ 18 ] |
| 8       | Paula García               | Picken Claret                                   | 34   | [ 18 ] |
| 9       | Tessa Brugler              | Hierros Díaz Extremadura Miralvalle (3)         | 30   | [ 19 ] |
| 10      | Alba Coma                  | GEiEG Pacisa                                    | 30   | [ 20 ] |
| 11      | Naroa Zabala               | Mondragon Unibersitatea                         | 27   | –      |
| 12      | Ana Pérez                  | Hierros Díaz Extremadura Miralvalle (4)         | 28   | [ 21 ] |
| 12      | Cristina Loureiro          | Mariscos Antón Cortegada                        | 28   | [ 21 ] |
| 13      | Vladinka Erak              | Port Management Andratx (2)                     | 29   | [ 22 ] |
| 14      | Naroa Martínez             | Mipelletymas BF León                            | 32   | [ 23 ] |
| 15      | Nohemy Ipo                 | Esco Grupo Femenino Alcorcón                    | 30   | [ 24 ] |
| 16      | Judit Lamolla              | Unilever Viladecans Dishelec65                  | 33   | [ 25 ] |
| 17      | Nevena Dimitrijevic        | Maristas Coruña (2)                             | 42   | [ 26 ] |
| 18      | Claudia del Amo            | Esco Grupo Femenino Alcorcón (2)                | 35   | [ 27 ] |
| 19      | Elena Salcedo (2)          | Bosonit Unibasket (2)                           | 35   | [ 28 ] |
| 20      | Alba Coma (2)              | GEiEG Pacisa (2)                                | 40   | [ 29 ] |
| 21      | Odeth Betancourt           | Mondragon Unibersitatea (2)                     | 28   | [ 30 ] |
| 22      | Tessa Brugler (2)          | Hierros Díaz Extremadura Miralvalle (5)         | 32   | [ 31 ] |
| 23      | Katiana Benítez de la Rosa | Mipelletymas BF León (2)                        | 54   | [ 32 ] |
| 24      | Alba Coma (3)              | GEiEG Pacisa (3)                                | 29   | [ 33 ] |
| 25      | Leyre Vindel (2)           | Ibaizabal (2)                                   | 32   | [ 34 ] |
| 26      | Laura Biczo                | Robles Lleida                                   | 31   | [ 35 ] |